# Saint-Paulien
Saint-Paulien – miejscowość i gmina we Francji, w regionie Owernia-Rodan-Alpy, w departamencie Górna Loara.
Według danych na rok 1990 gminę zamieszkiwały 1872 osoby, a gęstość zaludnienia wynosiła 46 osób/km² (wśród 1310 gmin Owernii Saint-Paulien plasuje się na 114. miejscu pod względem liczby ludności, natomiast pod względem powierzchni na miejscu 86.).